# Santiago Scala
Santiago Nicolás Scala (Junín, 6 febbraio 1991) è un cestista argentino.

## Palmarès
- Liga Nacional de Básquet: 1

San Lorenzo: 2016-2017
- Coppa Intercontinentale: 1

Franca: 2023